# Celithemis elisa
Celithemis elisa là một loài chuồn chuồn ngô trong chi Celithemis được tìm thấy ở Bắc Mỹ.

## Thư viện ảnh

Dorsal view of the Calico Pennant dragonfly taken at Silent Lake Provincial Park.Dorsal view of the Calico Pennant dragonfly taken at Silent Lake Provincial Park.